# Dmitri Bychkov
Dmitri Bychkov –en ruso, Дмитрий Бычков– es un deportista ruso que compitió en escalada. Ganó una medalla de bronce en el Campeonato Mundial de Escalada de 1997, en la prueba de velocidad.

## Palmarés internacional
| Campeonato Mundial | Campeonato Mundial | Campeonato Mundial | Campeonato Mundial |
| Año                | Lugar              | Medalla            | Prueba             |
| ------------------ | ------------------ | ------------------ | ------------------ |
| 1997               | París (Francia)    | Medalla de bronce  | Velocidad          |